# Chavigny (Aisne)
Pour les articles homonymes, voir Chavigny.
Chavigny est une commune française située dans le département de l'Aisne en région Hauts-de-France.

## Géographie

### Description
Cette petite commune de 137 habitants est située à moins de 10 km au nord-ouest de Soissons. C'est un village agricole (céréales, betteraves, maïs, bovins) situé à flanc de deux coteaux, avec en dessous la ru de Juvigny formant vallée, des pâtures et quelques marécages et au-dessus un immense plateau où s'étendent des openfields à perte de vue. La commune reste quelque peu boisée et abrite une assez grande variété de gibier (chevreuil, sanglier, faisan, lapin...).
Il existe trois voies d'accès reliant Chavigny à Juvigny, Vauxrezis, Cuisy-en-Almont et un chemin goudronné vers Cuffies. La route la plus rapide et sans doute la plus utilisée pour relier Chavigny à Soissons est celle qui passe par Cuffies. .

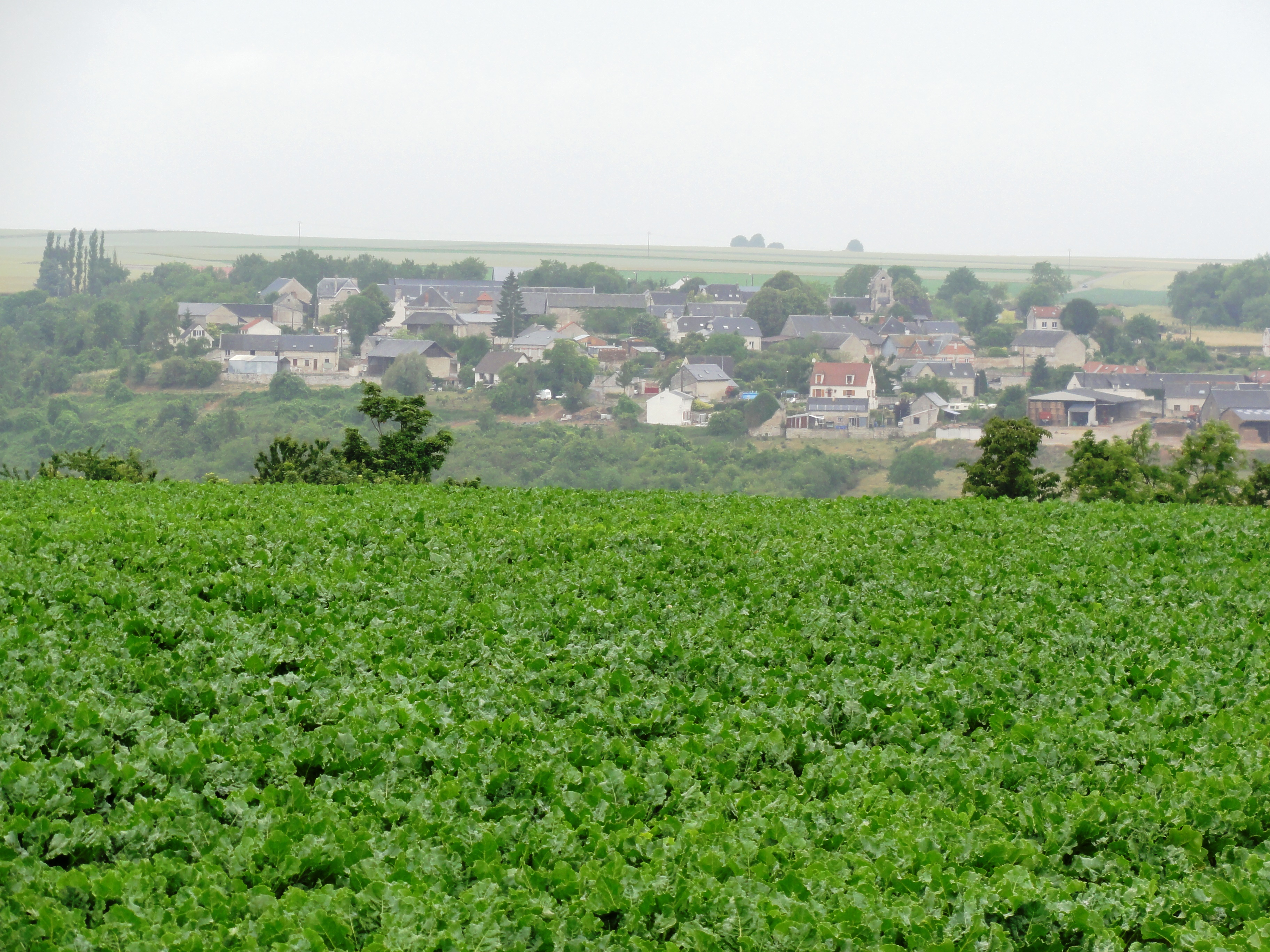
Chavigny vue de la route venant de Cuffies.
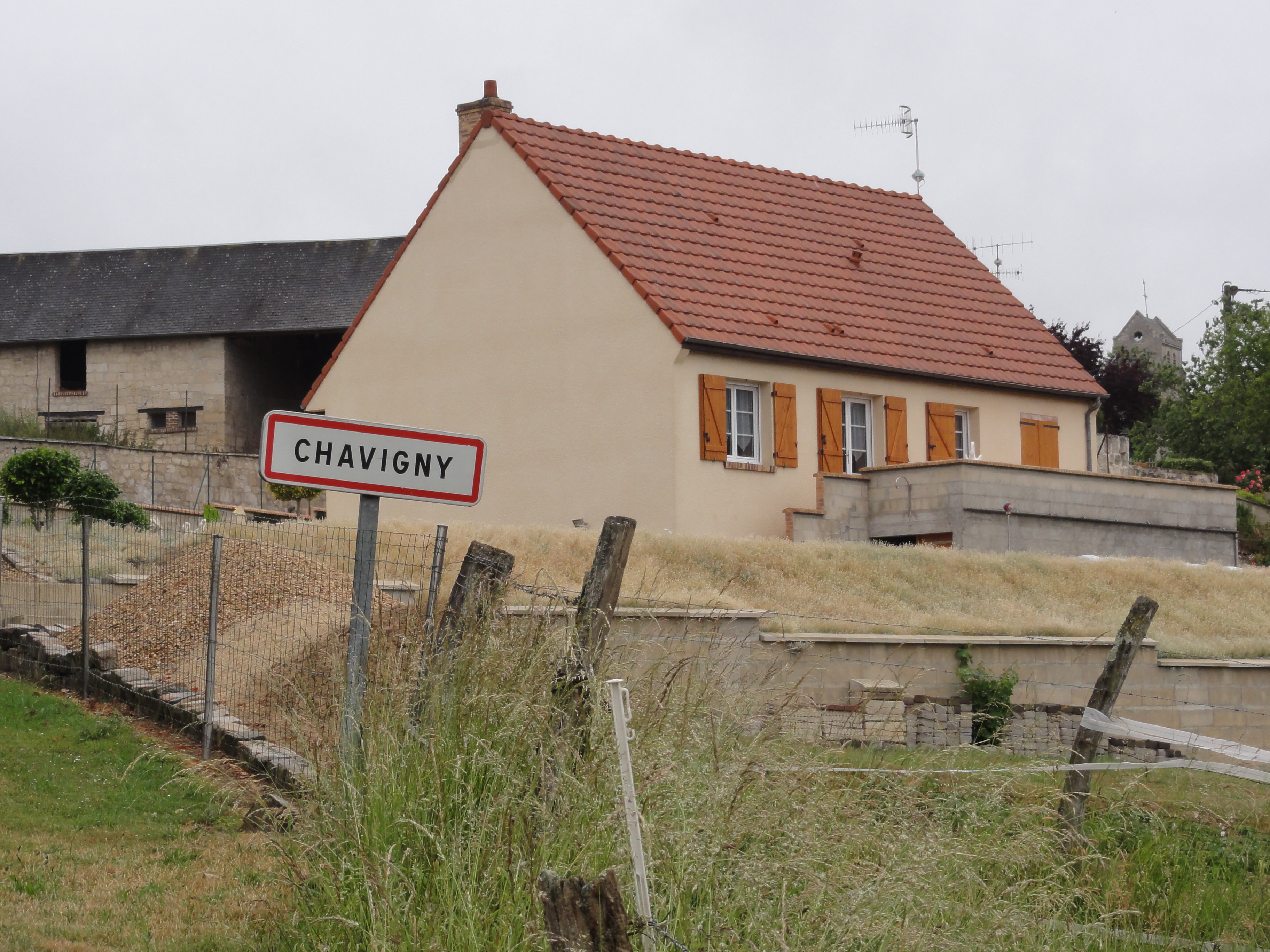

### Communes limitrophes
|           | Juvigny  |       |
| Vauxrezis | Chavigny | Leury |
| Pasly     | Cuffies  |       |

### Hydrographie
La commune est située dans le bassin Seine-Normandie. Elle est drainée par le ruisseau de Juvigny,.
Le ruisseau de Juvigny, d'une longueur de 11 km, prend sa source dans la commune de Juvigny et se jette  dans divers bras de l'Aisne à Osly-Courtil, après avoir traversé onze communes.

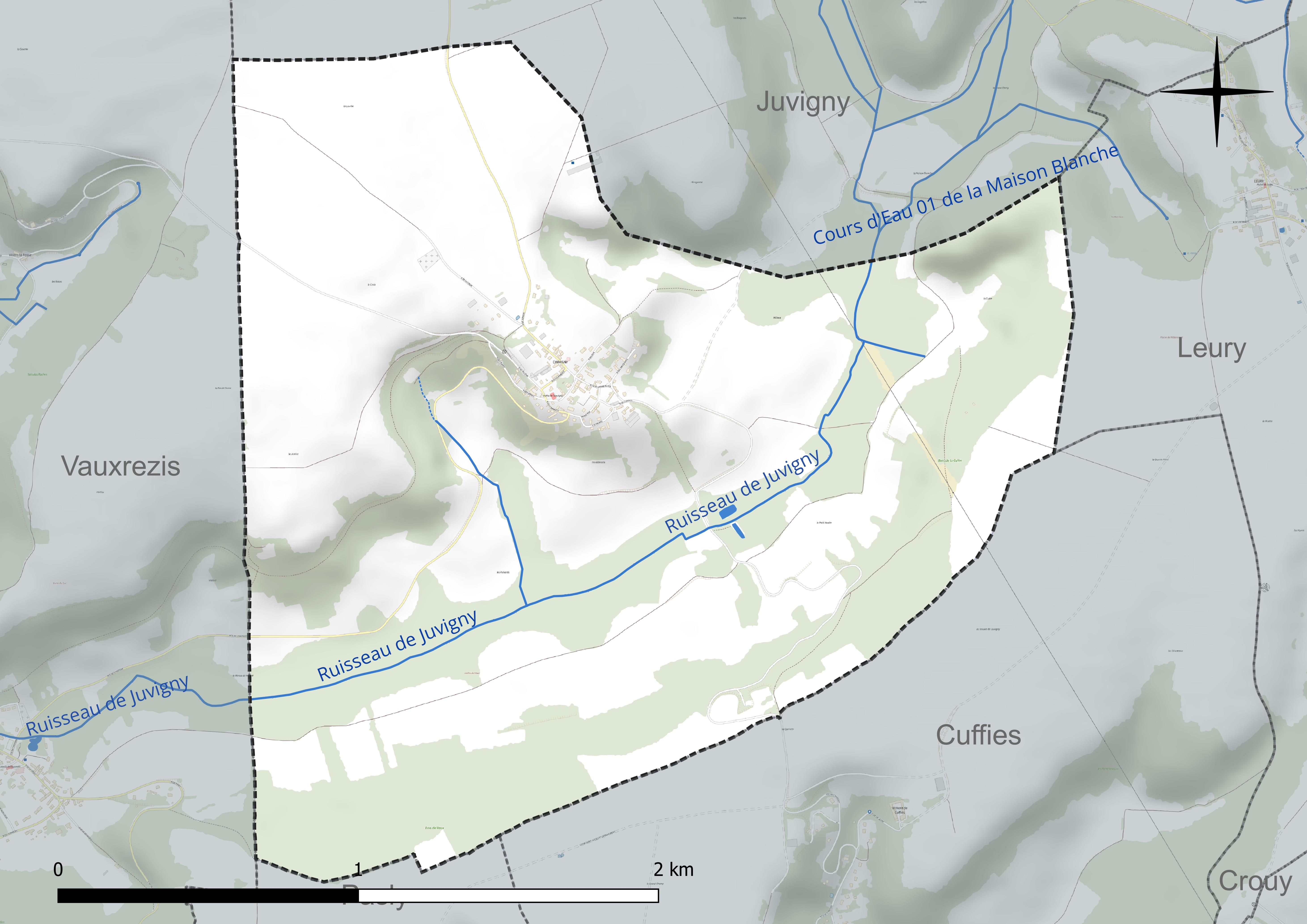
Réseau hydrographique de Chavigny.

### Climat
Pour des articles plus généraux, voir Climat des Hauts-de-France et Climat de l'Aisne.
En 2010, le climat de la commune est de type climat océanique dégradé des plaines du Centre et du Nord, selon une étude du CNRS s'appuyant sur une série de données couvrant la période 1971-2000. En 2020, Météo-France publie une typologie des climats de la France métropolitaine dans laquelle la commune est exposée à un climat océanique altéré et est dans la région climatique Nord-est du bassin Parisien, caractérisée par un ensoleillement médiocre, une pluviométrie moyenne régulièrement répartie au cours de l'année et un hiver froid (3 °C).
Pour la période 1971-2000, la température annuelle moyenne est de 10,5 °C, avec  une amplitude thermique annuelle de 15,1 °C. Le cumul annuel moyen de précipitations est de 750 mm, avec 11,4 jours de précipitations en janvier et 8,5 jours en juillet. Pour la période 1991-2020 la température moyenne annuelle observée sur la station météorologique la plus proche, située sur la commune de Braine à 19 km à vol d'oiseau, est de 11,3 °C et le cumul annuel moyen de précipitations est de 662,7 mm,. Pour l'avenir, les paramètres climatiques de la commune estimés pour 2050 selon différents scénarios d'émission de gaz à effet de serre sont consultables sur un site dédié publié par Météo-France en novembre 2022.

## Urbanisme

### Typologie
Au 1er janvier 2024, Chavigny est catégorisée commune rurale à habitat dispersé, selon la nouvelle grille communale de densité à 7 niveaux définie par l'Insee en 2022.
Elle est située hors unité urbaine. Par ailleurs la commune fait partie de l'aire d'attraction de Soissons, dont elle est une commune de la couronne,. Cette aire, qui regroupe 92 communes, est catégorisée dans les aires de 50 000 à moins de 200 000 habitants,.

### Occupation des sols
L'occupation des sols de la commune, telle qu'elle ressort de la base de données européenne d'occupation biophysique des sols Corine Land Cover (CLC), est marquée par l'importance des territoires agricoles (60,4 % en 2018), une proportion identique à celle de 1990 (60,4 %). La répartition détaillée en 2018 est la suivante : 
terres arables (53,7 %), forêts (39,6 %), zones agricoles hétérogènes (6,6 %).
L'évolution de l'occupation des sols de la commune et de ses infrastructures peut être observée sur les différentes représentations cartographiques du territoire : la carte de Cassini (XVIIIe siècle), la carte d'état-major (1820-1866) et les cartes ou photos aériennes de l'IGN pour la période actuelle (1950 à aujourd'hui).

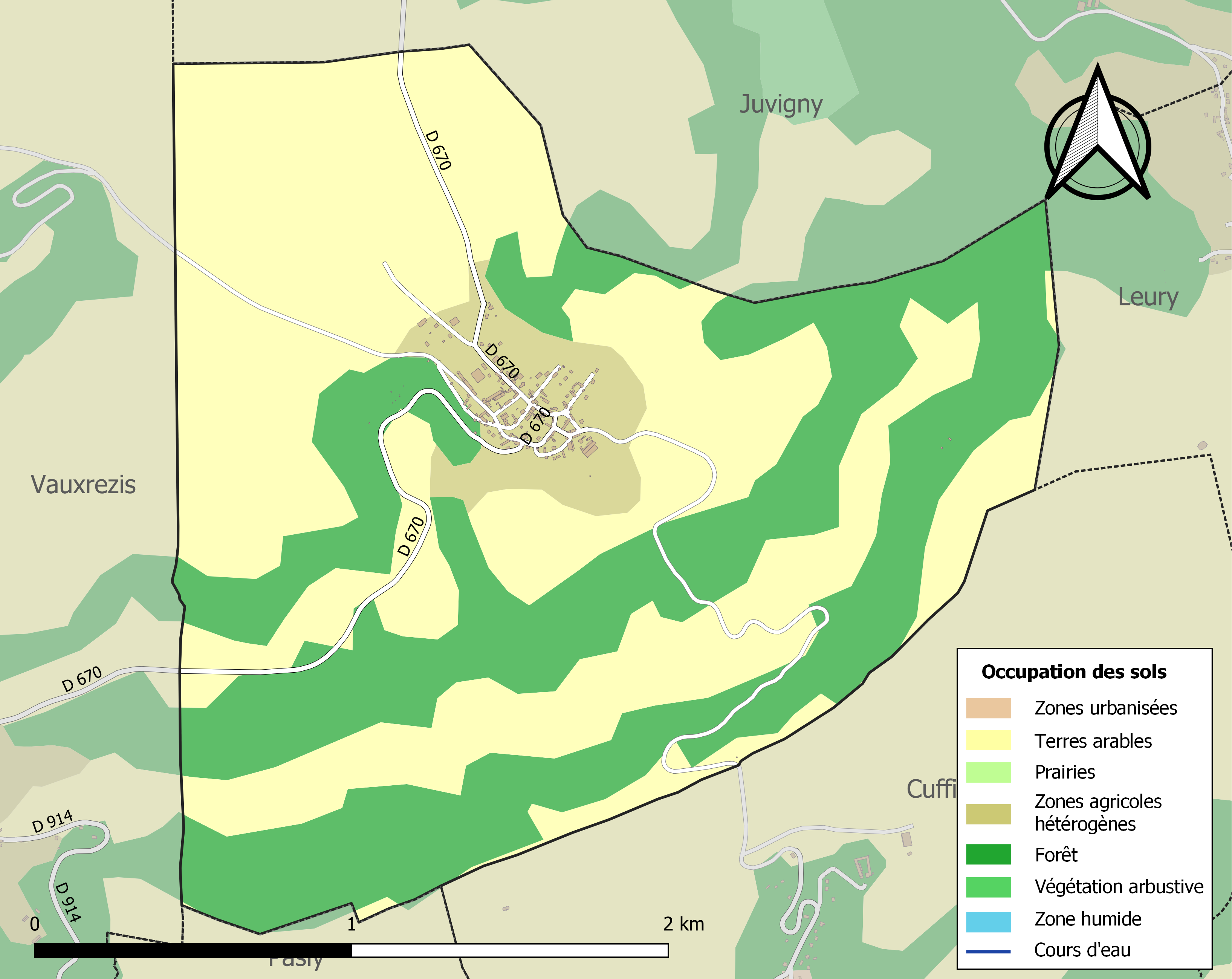
Carte des infrastructures et de l'occupation des sols de la commune en 2018 (CLC).

### Habitat et logement
En 2018, le nombre total de logements dans la commune était de 68, alors qu'il était de 65 en 2013 et 2008.
Parmi ces logements, 94,1 % étaient des résidences principales, 4,4 % des résidences secondaires et 1,5 % des logements vacants. Ces logements étaient pour 97,1 % d'entre eux des maisons individuelles et pour 1,5 % des appartements.
Le tableau ci-dessous présente la typologie des logements à Chavigny en 2018 en comparaison avec celle de l'Aisne et de la France entière. Une caractéristique marquante du parc de logements est ainsi une proportion de résidences secondaires et logements occasionnels (4,4 %) supérieure à celle du département (3,5 %) mais inférieure à celle de la France entière (9,7 %). Concernant le statut d'occupation de ces logements, 89,1 % des habitants de la commune sont propriétaires de leur logement (93 % en 2013), contre 61,6 % pour l'Aisne et 57,5 % pour la France entière.
| Typologie                                               | Chavigny | Aisne | France entière |
| ------------------------------------------------------- | -------- | ----- | -------------- |
| Résidences principales (en %)                           | 94,1     | 86,7  | 82,1           |
| Résidences secondaires et logements occasionnels (en %) | 4,4      | 3,5   | 9,7            |
| Logements vacants (en %)                                | 1,5      | 9,8   | 8,2            |

## Toponymie
Le nom de la localité est attesté sous les formes Cavenni (XIIe siècle) ; Caviniacus (1161) ; Chavegni (1228) ; Chavigni (1238) ; Chavegni-le-Sor (1260) ; In monte de Chavengniaco (1281) ; Chavigni-le-Sot (1307) ; Chavigniacum (1362) ; Chavini, Savigny-le-Sot (1384) ; Chavigni-le-Sor (1461) ; Chavegny-le-Sor (1480) ; Chevigny-le-Sor (1488) ; Chavigny-le-Sort (1658) ; Chavigny-le-Sec.

## Histoire

### Antiquité
La voie romaine de Soissons à Saint-Quentin, passait entre Chavigny et Vauxrezis. Aussi appelée chaussée Brunehaut, elle forme la limite entre les deux communes.

### Époque contemporaine
La ligne Soissons - Montécouvé des compagnie des chemins de fer départementaux de l'Aisne dessert la commune de 1910 à 1948.  De cette ligne à voie métrique du réseau départemental de chemin de fer secondaire. il ne reste à l'heure actuelle que la gare (en haut du village) et un chemin forestier vers Vauxrezis
Le village se situant à proximité du Chemin des Dames, il a été grandement endommagé lors de la Première Guerre mondiale. Il a été décoré de la Croix de guerre 1914-1918 le 21 octobre 1920.
Une église datant de l'entre-deux-guerres est située près de la place du village, en face de l'ancienne église et de l'ancien cimetière.

## Politique et administration

### Rattachements administratifs et électoraux

#### Rattachements administratifs
La commune se trouve depuis 1926 dans l'arrondissement de Soissons du département de l'Aisne.
Elle faisait partie de 1793 à 1973 du canton de Soissons, année où celui-ci est scindé et la commune rattachée au canton de Soissons-Nord. Dans le cadre du redécoupage cantonal de 2014 en France, cette circonscription administrative territoriale a disparu, et le canton n'est plus qu'une circonscription électorale.

#### Rattachements électoraux
Pour les élections départementales, la commune fait partie depuis 2014 du canton de Soissons-1
Pour l'élection des députés, elle fait partie de la quatrième circonscription de l'Aisne.

### Intercommunalité
Chavigny est membre de la communauté d'agglomération dénommée GrandSoissons Agglomération, un établissement public de coopération intercommunale (EPCI) à fiscalité propre créé en 2000 et auquel la commune a transféré un certain nombre de ses compétences, dans les conditions déterminées par le code général des collectivités territoriales. GrandSoissons Agglomération était alors créé par transformation de la communauté de communes du Soissonnais, qui succédait elle-même à des intercommunalités spécialisées créées à partir des années 1950.

### Liste des maires
| Période                                  | Période                        | Identité              | Étiquette | Qualité                                   |
| ---------------------------------------- | ------------------------------ | --------------------- | --------- | ----------------------------------------- |
| Les données manquantes sont à compléter. |                                |                       |           |                                           |
| mars 2001                                | mars 2008                      | Adrien Charpentier    | UMP       |                                           |
| mars 2008                                | mars 2014                      | Véronique Charpentier |           |                                           |
| mars 2014                                | juin 2018                      | Laurent Legendre      | SE        | Professeur Démissionnaire                 |
| septembre 2018                           | 2022                           | Xavier Brasset        | SE        | Chef d'entreprise                         |
| septembre 2022                           | En cours (au 16 décembre 2022) | Didier Desprez        |           | Ingénieur ou cadre technique d'entreprise |

## Démographie
L'évolution du nombre d'habitants est connue à travers les recensements de la population effectués dans la commune depuis 1793. Pour les communes de moins de 10 000 habitants, une enquête de recensement portant sur toute la population est réalisée tous les cinq ans, les populations de référence des années intermédiaires étant quant à elles estimées par interpolation ou extrapolation. Pour la commune, le premier recensement exhaustif entrant dans le cadre du nouveau dispositif a été réalisé en 2008.

En 2022, la commune comptait 159 habitants, en évolution de +11,97 % par rapport à 2016 (Aisne : −1,97 %, France hors Mayotte : +2,11 %).
| 1793 | 1800 | 1806 | 1821 | 1831 | 1836 | 1841 | 1846 | 1851 |
| ---- | ---- | ---- | ---- | ---- | ---- | ---- | ---- | ---- |
| 210  | 237  | 254  | 274  | 315  | 292  | 298  | 303  | 297  |

| 1856 | 1861 | 1866 | 1872 | 1876 | 1881 | 1886 | 1891 | 1896 |
| ---- | ---- | ---- | ---- | ---- | ---- | ---- | ---- | ---- |
| 302  | 299  | 304  | 281  | 282  | 267  | 282  | 280  | 260  |

| 1901 | 1906 | 1911 | 1921 | 1926 | 1931 | 1936 | 1946 | 1954 |
| ---- | ---- | ---- | ---- | ---- | ---- | ---- | ---- | ---- |
| 265  | 261  | 236  | 127  | 175  | 178  | 122  | 129  | 132  |

| 1962 | 1968 | 1975 | 1982 | 1990 | 1999 | 2006 | 2008 | 2013 |
| ---- | ---- | ---- | ---- | ---- | ---- | ---- | ---- | ---- |
| 143  | 148  | 133  | 166  | 159  | 153  | 154  | 154  | 138  |

| 2018 | 2022 | - | - | - | - | - | - | - |
| ---- | ---- | - | - | - | - | - | - | - |
| 158  | 159  | - | - | - | - | - | - | - |

## Économie
L'activité économique du village réside dans ses fermes, de tailles modestes pour la région mais bien au-dessus de la moyenne nationale. Il n'existe plus de commerce sur la commune.

## Culture locale et patrimoine

### Lieux et monuments
- Église Saint-Marcel.
- Monument aux morts.
- Chavigny abrite des maisons troglodytes dont certaines sont à l'abandon et d'autres utilisées comme remises.
- La tour pigeonnier d'une ferme.
- En partant du village par le chemin du cimetière, on trouve à quelques kilomètres de marche, un dolmen, dit dolmen de Chavigny, bien qu'en fait il soit situé dans un champ de la commune de Vauxrezis à quelques mètres de la limite entre les deux communes.
- Le chemin de Grande Randonnée GR 12 traverse la commune.
- Sur la RD 2, le monument-tombe Van Vollenhoven (1938) est une œuvre de la sculptrice Anna Quinquaud[26].

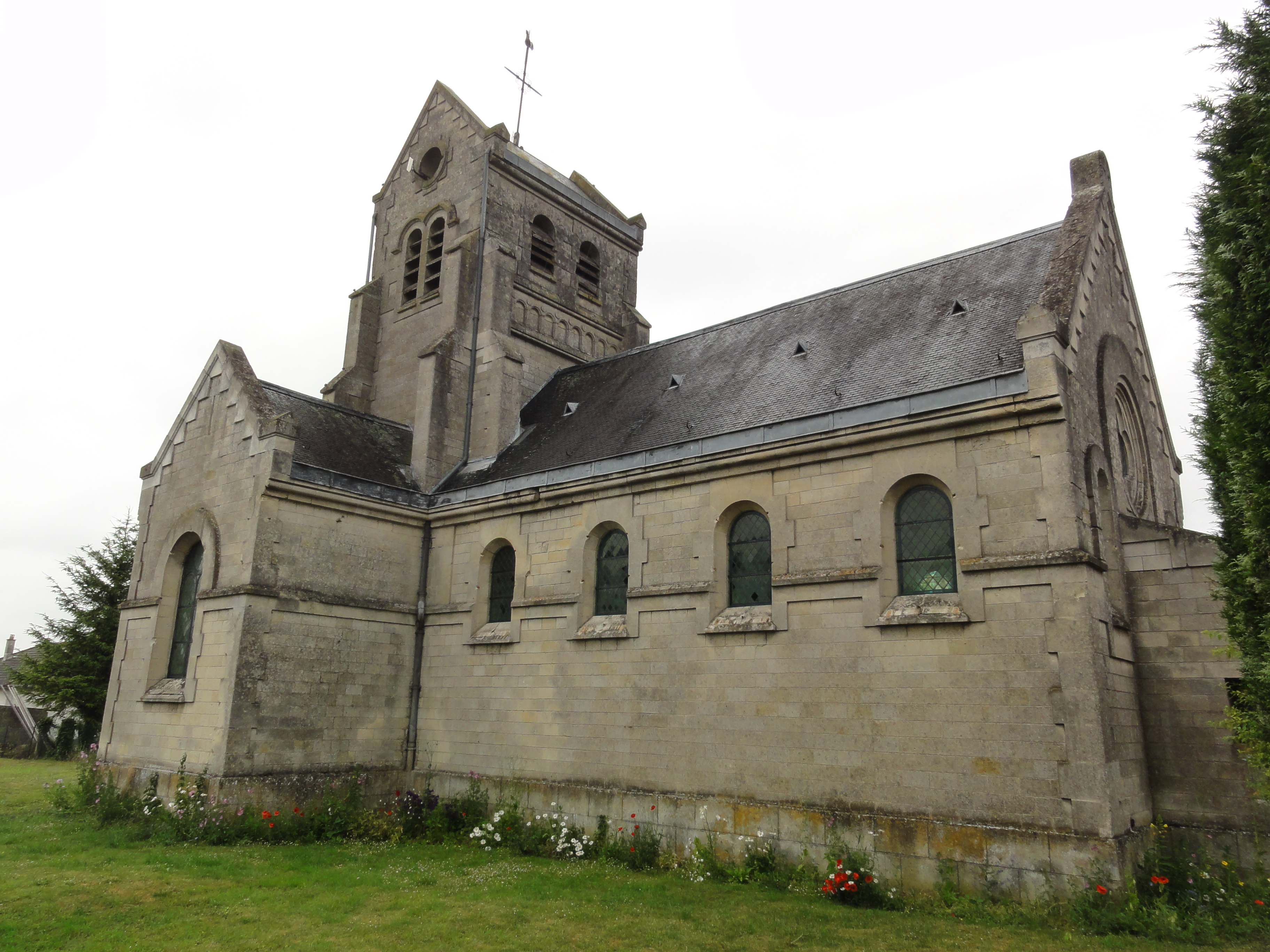
L'église Saint-Marcel.
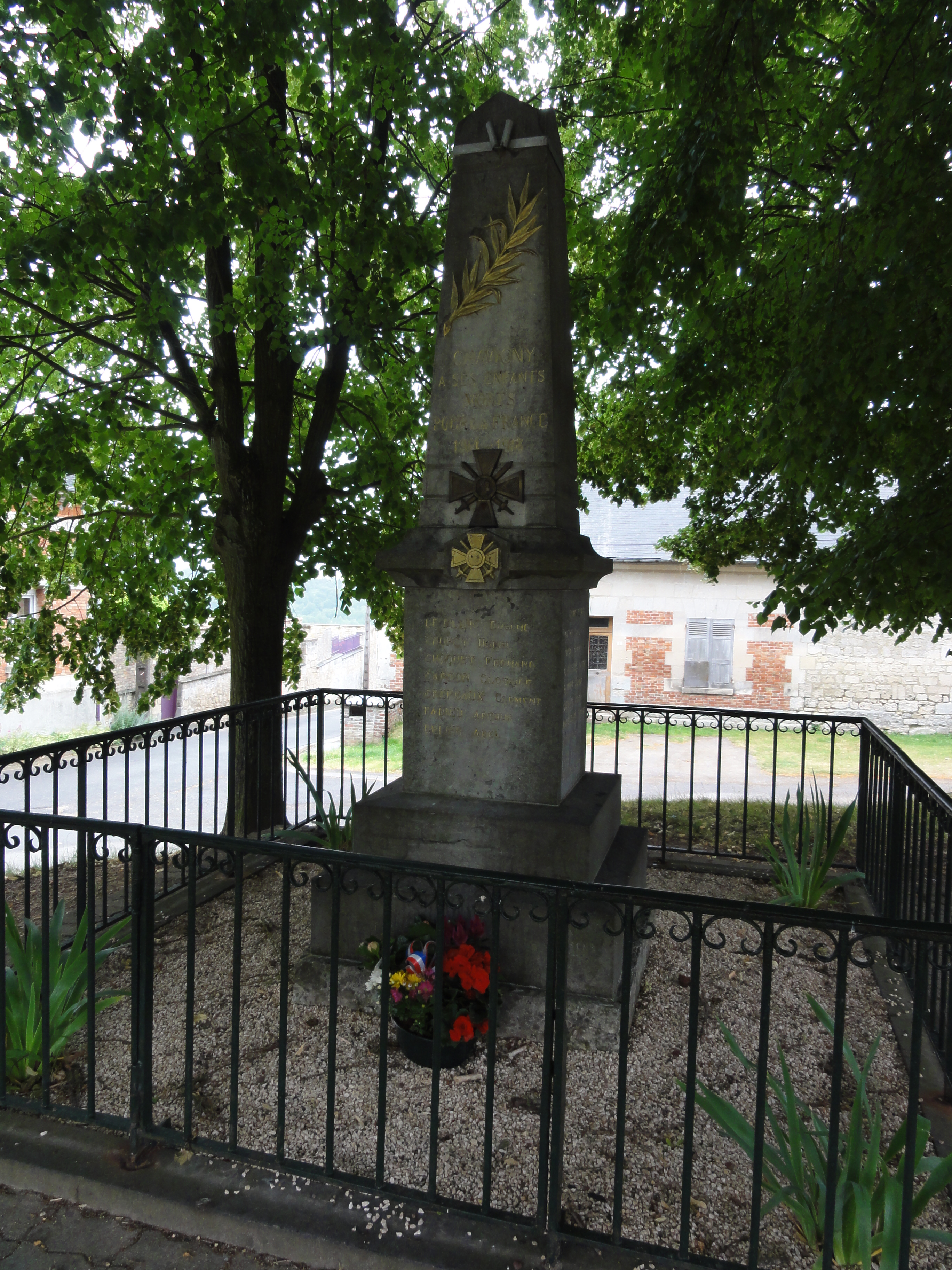
Monument aux morts.
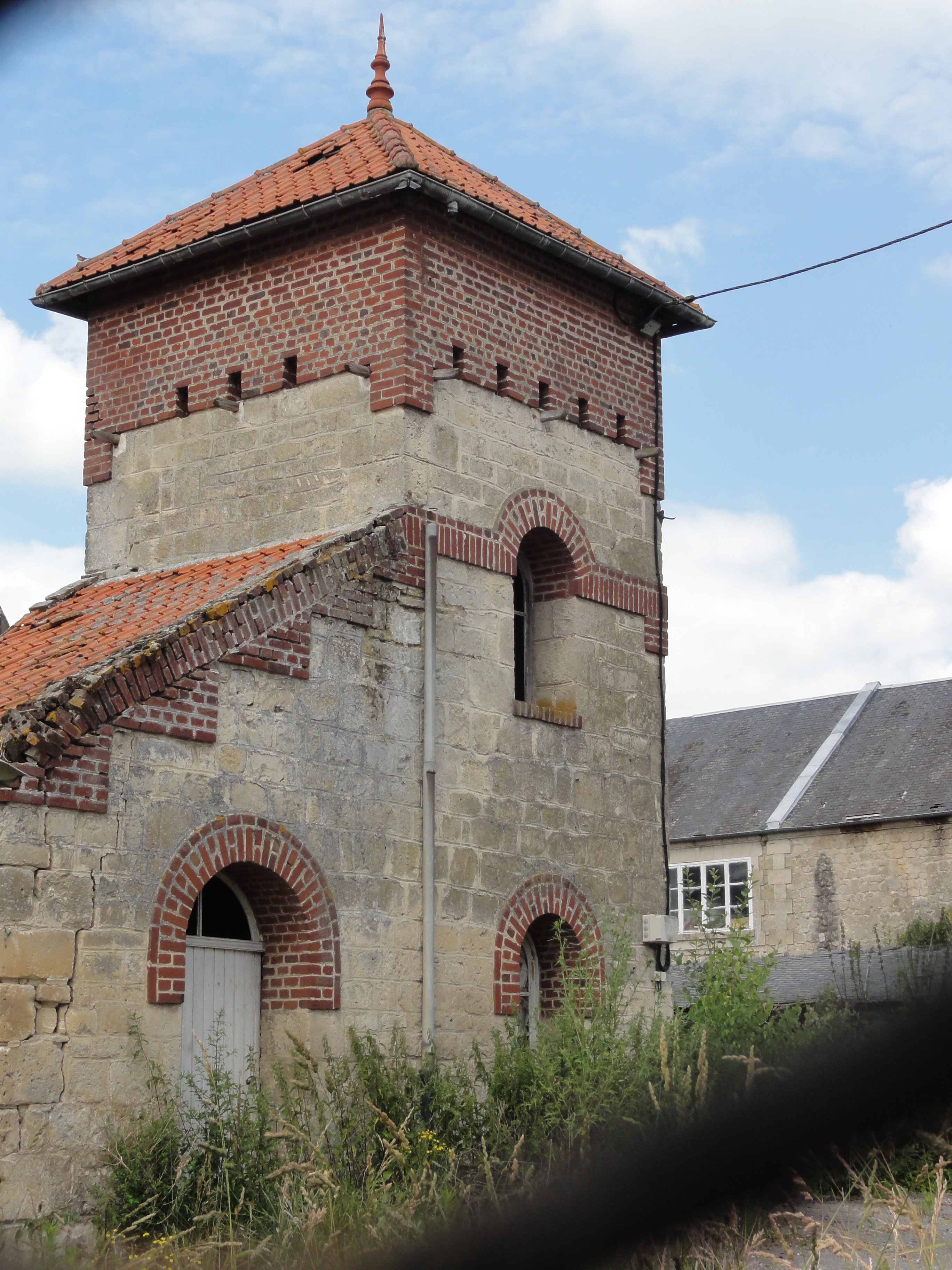
Tour pigeonnier.
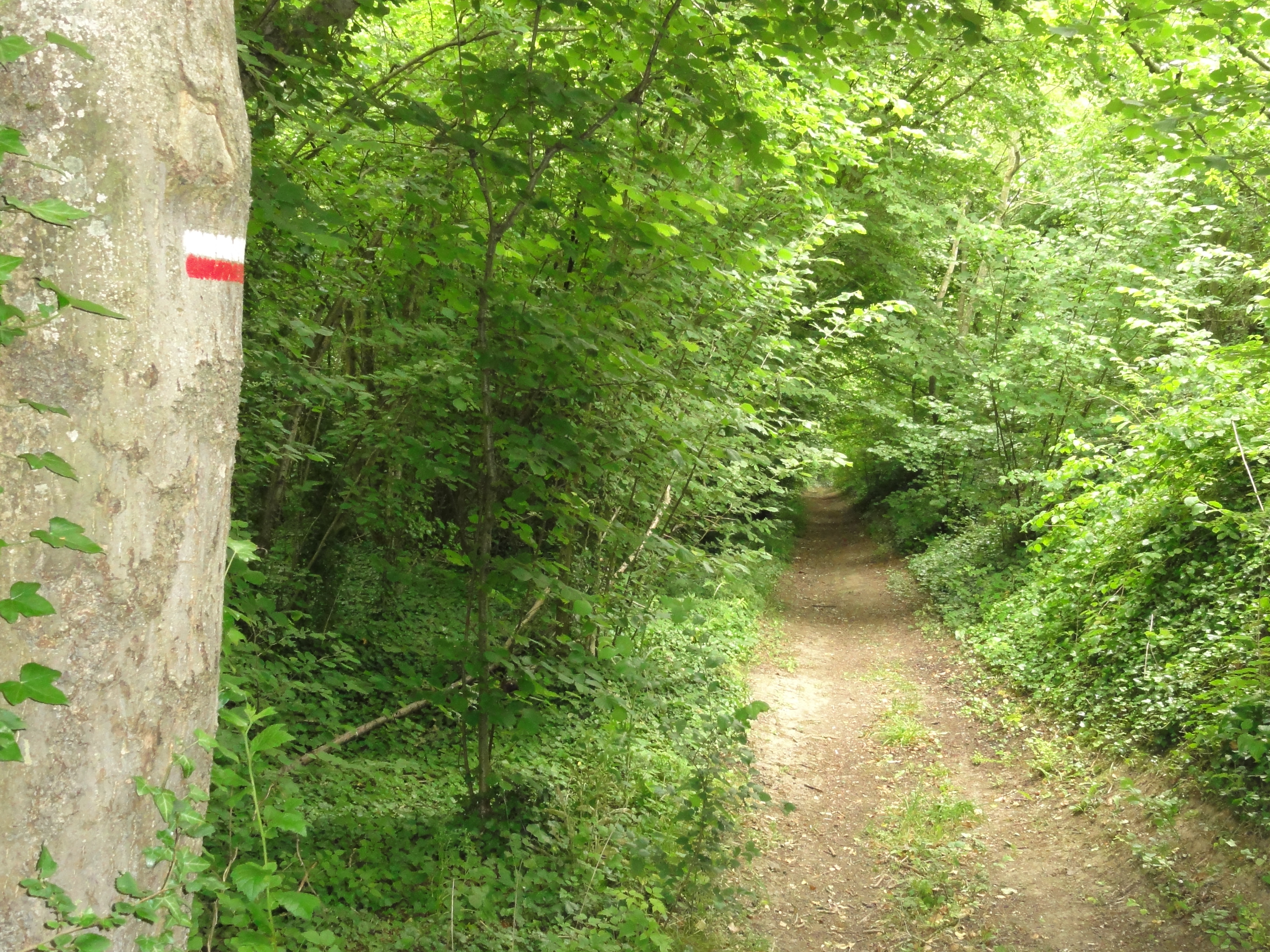
Sur le GR 12.
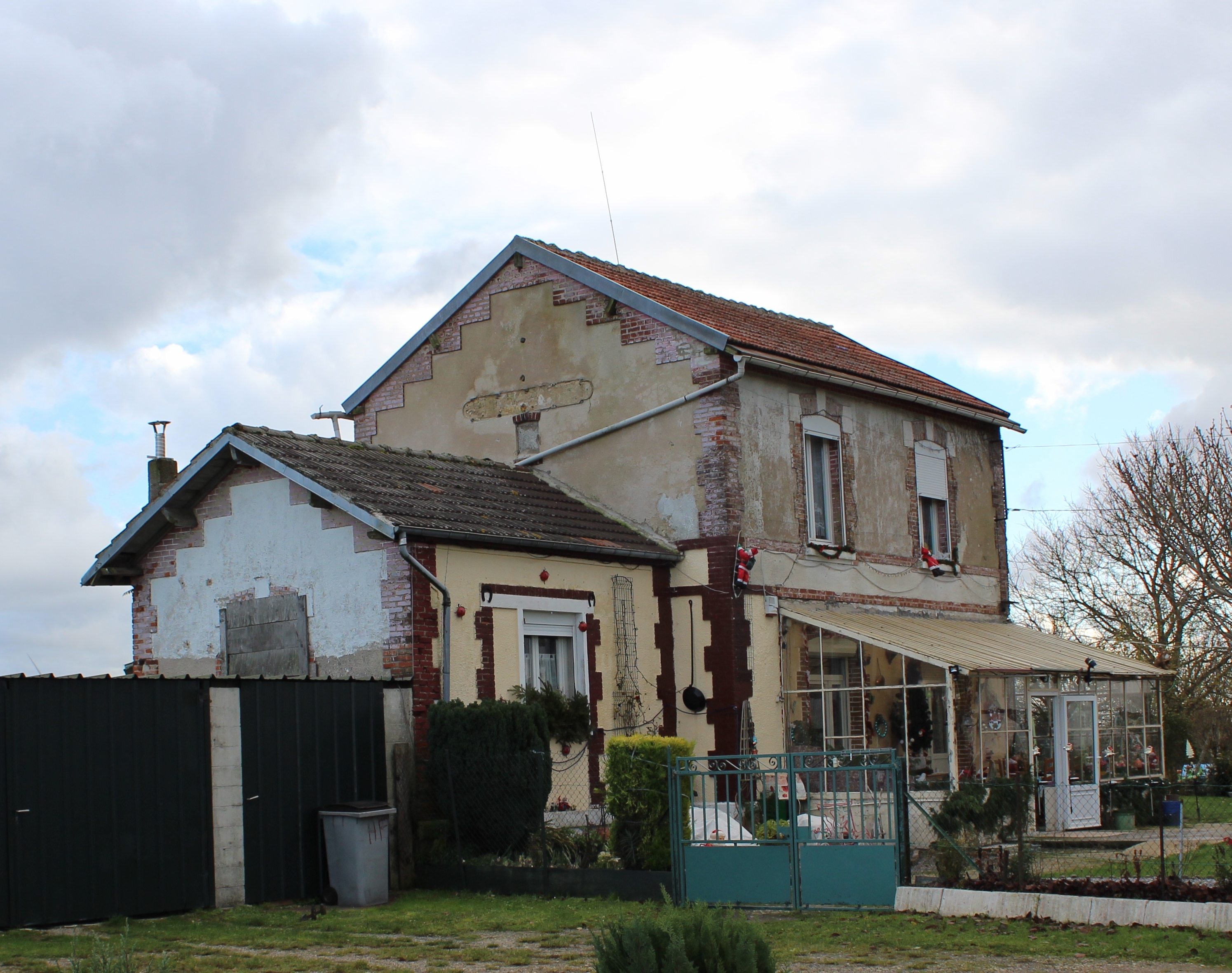
L'ancienne gare.

## Pour approfondir